# Visnums-Kils socken
Visnums-Kils socken i Värmland ingick i Visnums härad, ingår sedan 1971 i Kristinehamns kommun och motsvarar från 2016 Visnums-Kils distrikt.
Socknens areal är 97,58 kvadratkilometer varav 94,18 land. År 2000 fanns här 278 invånare. Nynäs gård samt sockenkyrkan Visnums-Kils kyrka ligger i socknen.   

## Administrativ historik
Socknen har medeltida ursprung. Före 1 januari 1886 (namnet ändrades enligt beslut den 17 april 1885) var namnet Kils socken.
Vid kommunreformen 1862 övergick socknens ansvar för de kyrkliga frågorna till Visnums-Kils församling och för de borgerliga frågorna bildades Visnums-Kils landskommun. Landskommunen inkorporerades 1952 i Visnums landskommun som 1971 uppgick 1971 i Kristinehamns kommun. 1 januari 2025 uppgick församlingen i Kristinehamns församling.
1 januari 2016 inrättades distriktet Visnums-Kil, med samma omfattning som församlingen hade 1999/2000.
Socknen har tillhört län, fögderier, tingslag och domsagor enligt vad som beskrivs i artikeln Visnums härad. De indelta soldaterna tillhörde Närkes regemente, Visnums kompani.

## Geografi
Visnums-Kils socken ligger sydväst om Kristinehamn på en halvö i Vänern och omfattar även öar i en skärgård. Socknen är en slättbygd.
I Visnums Kil, som utgör Kristinehamns sydliga utpost mot Vänern och som gränsar till Visnums västliga del, finns en rik flora och fauna. Där finns även ett av Kristinehamns största klippbad, Baggerud, med ett intilliggande långgrunt sandbad och en tältplats. De vackra solnedgångarna i Baggerud är omtalade. Visnums Kil betecknas av somliga som en "oslipad diamant".
Flera stora naturreservat ligger i Visnums Kil, varav Värmlands enda våtmarksreservat, Kilsviken, skyddat enligt Ramsarkonventionen. Med sina 8 995 hektar utgör Kilsviken det fjortonde största våtmarksreservatet i Sverige bland totalt 51 reservat. Till Kilsviken räknas också östra delen av Nötöns naturreservat. Dessutom finns inom området i söder och sydväst de till Vänern gränsande naturreservaten Arskagen, Linsön och Dyrön.

## Fornlämningar
Från bronsåldern finns spridda gravrösen. Från järnåldern finns tre gravfält och en domarring.

## Namnet
Namnet skrevs 1334 Kile och har sitt namn efter den kilformade Vänerviken socknen befinner sig vid.

## Befolkningsutveckling
| Befolkningsutvecklingen i Visnums-Kils socken 1750–1990                                                  | Befolkningsutvecklingen i Visnums-Kils socken 1750–1990 | Befolkningsutvecklingen i Visnums-Kils socken 1750–1990 | Befolkningsutvecklingen i Visnums-Kils socken 1750–1990 | Befolkningsutvecklingen i Visnums-Kils socken 1750–1990 |
| --- | ------------------------------------------------------- | ------------------------------------------------------- | ------------------------------------------------------- | ------------------------------------------------------- |
| |                                                         |                                                         |                                                         |                                                         |
| År |                                                         |                                                         | Folkmängd                                               |                                                         |
| 1750 | 1750                                                    |                                                         | 961                                                     |                                                         |
| 1760 | 1760                                                    |                                                         | 1 078                                                   |                                                         |
| 1769 | 1769                                                    |                                                         | 1 125                                                   |                                                         |
| 1780 | 1780                                                    |                                                         | 1 092                                                   |                                                         |
| 1790 | 1790                                                    |                                                         | 1 101                                                   |                                                         |
| 1800 | 1800                                                    |                                                         | 1 238                                                   |                                                         |
| 1810 | 1810                                                    |                                                         | 1 287                                                   |                                                         |
| 1820 | 1820                                                    |                                                         | 1 350                                                   |                                                         |
| 1830 | 1830                                                    |                                                         | 1 409                                                   |                                                         |
| 1840 | 1840                                                    |                                                         | 1 556                                                   |                                                         |
| 1850 | 1850                                                    |                                                         | 1 686                                                   |                                                         |
| 1860 | 1860                                                    |                                                         | 1 607                                                   |                                                         |
| 1870 | 1870                                                    |                                                         | 1 709                                                   |                                                         |
| 1880 | 1880                                                    |                                                         | 1 596                                                   |                                                         |
| 1890 | 1890                                                    |                                                         | 1 353                                                   |                                                         |
| 1900 | 1900                                                    |                                                         | 1 259                                                   |                                                         |
| 1910 | 1910                                                    |                                                         | 1 059                                                   |                                                         |
| 1920 | 1920                                                    |                                                         | 953                                                     |                                                         |
| 1930 | 1930                                                    |                                                         | 835                                                     |                                                         |
| 1940 | 1940                                                    |                                                         | 726                                                     |                                                         |
| 1950 | 1950                                                    |                                                         | 592                                                     |                                                         |
| 1960 | 1960                                                    |                                                         | 464                                                     |                                                         |
| 1970 | 1970                                                    |                                                         | 354                                                     |                                                         |
| 1980 | 1980                                                    |                                                         | 328                                                     |                                                         |
| 1990 | 1990                                                    |                                                         | 318                                                     |                                                         |
| Anm: Källor: Umeå universitet - Tabellverket 1749-1859, Demografiska databasen, CEDAR, Umeå universitet. |                                                         |                                                         |                                                         |                                                         |